# Pierre Amouroux
Pour les articles homonymes, voir Amouroux.
Pierre Amouroux, né le 7 février 1937 au Buisson (Lozère) et mort le 16 avril 2009 dans la même commune, est un instituteur et homme politique français, membre de l'UMP.

## Mandats électifs
- Député, élu le 16 juin 2002 comme suppléant.

- Conseil municipal d'Épône (Yvelines)

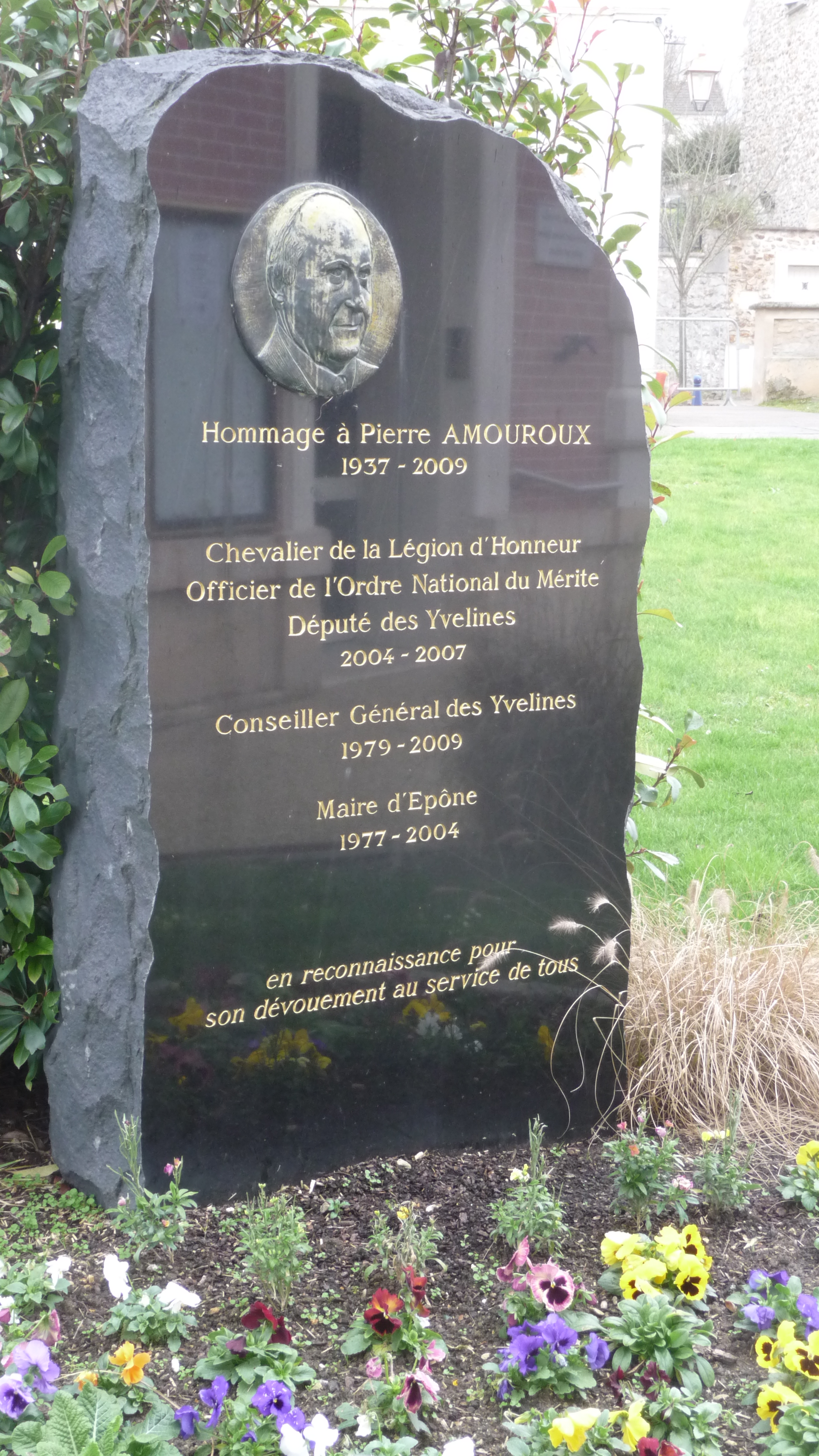
Stèle érigée en hommage à Pierre Amouroux devant la mairie d'Épône.

  - 1er juin 1970 : conseiller municipal d'Épône ;
  - 14 mars 1971 : adjoint au maire d'Épône ;
  - 14 mars 1977 : maire d'Épône ;
  - 14 mars 1983 : maire d'Épône ;
  - 20 mars 1989 : maire d'Épône ;
  - 19 juin 1995 : maire d'Épône ;
  - 19 mars 2001 : maire d'Épône (démissionne le 30 juin 2004)
- Conseil général des Yvelines
  - 19 mars 1979 : conseiller général du canton de Guerville
  - 18 mars 1985 : conseiller général ;
  - 30 mars 1992 : conseiller général ;
  - 28 mars 1994 : conseiller général et vice-président du conseil général ;
  - 23 mars 1998 : conseiller général et vice-président du conseil général ;
  - 28 mars 2004-17 avril 2009 : conseiller général
- Député suppléant puis député de la neuvième circonscription des Yvelines :
  - 16 juin 2002 : suppléant de Henri Cuq dans la neuvième circonscription des Yvelines (Aubergenville-Houdan). A remplacé Henri Cuq lors de la nomination de ce dernier comme ministre délégué aux Relations avec le Parlement dans le Gouvernement Jean-Pierre Raffarin (3).

## Distinctions
Le 16 mai 2008, il est fait officier de l'ordre national du Mérite. La médaille lui a été remise officiellement le 20 décembre 2008 par Gérard Larcher.